# تشارلز هوليس جونز
تشارلز هوليس جونز (بالإنجليزية: Charles Hollis Jones)‏ هو فنان ومصمم أمريكي، ولد في 1945 في بلومنغتون في الولايات المتحدة.

## وصلات خارجية
- الموقع الرسمي